# Mentira
La mentira, según la RAE, es una «expresión o manifestación contraria a lo que se sabe, se piensa o se siente.» El hecho de comunicar mentiras se llama mentir, y es utilizado por las personas para fingir, engañar, aparentar, persuadir o evitar situaciones. Por otro lado, es frecuente el uso de las mentiras piadosas, con intenciones benevolentes que eviten situaciones desagradables o dañinas.
El término mentira tiene varios usos en el lenguaje y se aplica a niveles diferentes, por ejemplo al de la comunicación (cuando uno busca engañar con sus palabras), o al de las actuaciones (cuando uno finge algo contrario a lo que siente o a lo que es).
En general, el término "mentira" tiene una connotación negativa y, dependiendo del contexto, una persona que miente puede ser objeto de sanciones sociales, legales, religiosas o penales; por ejemplo, el perjurio, o el acto de mentir bajo juramento, puede dar lugar a cargos penales y civiles contra el perjuro.
Aunque en muchas culturas se cree que el engaño puede detectarse observando comportamientos no verbales (por ejemplo, no establecer contacto visual, moverse nerviosamente, tartamudear), las investigaciones indican que las personas sobrestiman tanto la importancia de estas señales como su capacidad para juzgar con precisión el engaño. En términos más generales, la capacidad de las personas para juzgar con veracidad se ve afectada por los prejuicios a la hora de aceptar la información entrante e interpretar los sentimientos como prueba de verdad. Las personas no siempre contrastan las afirmaciones entrantes con su memoria.

## Concepto
Una mentira es una declaración realizada por alguien que sabe, cree o sospecha que es falsa en todo o en parte, esperando que los oyentes le crean, de forma que se oculte la realidad o la verdad en forma parcial o total. Una cierta oración puede ser una mentira si el interlocutor piensa que es falsa o que oculta parcialmente la verdad. En función de la definición, una mentira puede ser una falsedad genuina o una verdad selectiva, exagerar una verdad, si la intención es engañar o causar una acción en contra de los intereses del oyente. Las ficciones, aunque falsas, no se consideran mentiras. Mentir es decir una mentira. A las personas que dicen una mentira, especialmente a aquellas que las dicen frecuentemente, se las califica de mentirosas. Mentir implica falsear intencionalmente y conscientemente. Tiene como sinónimos parciales: embuste, bola, bulo, calumnia, coba o falacia.
También es mentira el acto de la simulación o el fingir. Por ejemplo: si alguien atropella a una persona y huye del lugar sin ser identificado y, después de un tiempo, regresa y se mezcla con los curiosos y finge indignación por lo ocurrido, está mintiendo a todos aquellos ante quienes simula o finge inocencia. En otras palabras, para mentir no se necesita decir palabra alguna.
Otra forma de mentira no verbal la constituye el hecho de hacerse pasar por una persona con discapacidad física con el fin de obtener algún "favor" en provecho propio (limosnas, por ejemplo).

## Moralidad de mentir
Mentir está en contra de los cánones morales de muchas personas y está específicamente prohibido como pecado en muchas religiones. La tradición ética y los filósofos están divididos sobre si se puede permitir a veces una mentira (pero generalmente se posicionan en contra): Platón decía que sí, mientras que Aristóteles, San Agustín y Kant decían que nunca se puede permitir.
El filósofo Leo Strauss acentuó la necesidad de mentir para ocultar una posición estratégica, o para ayudar a la diplomacia. Así lo hicieron también los representantes de la filosofía política, desde Maquiavelo hasta la "mentira piadosa" de Platón.

## Ética

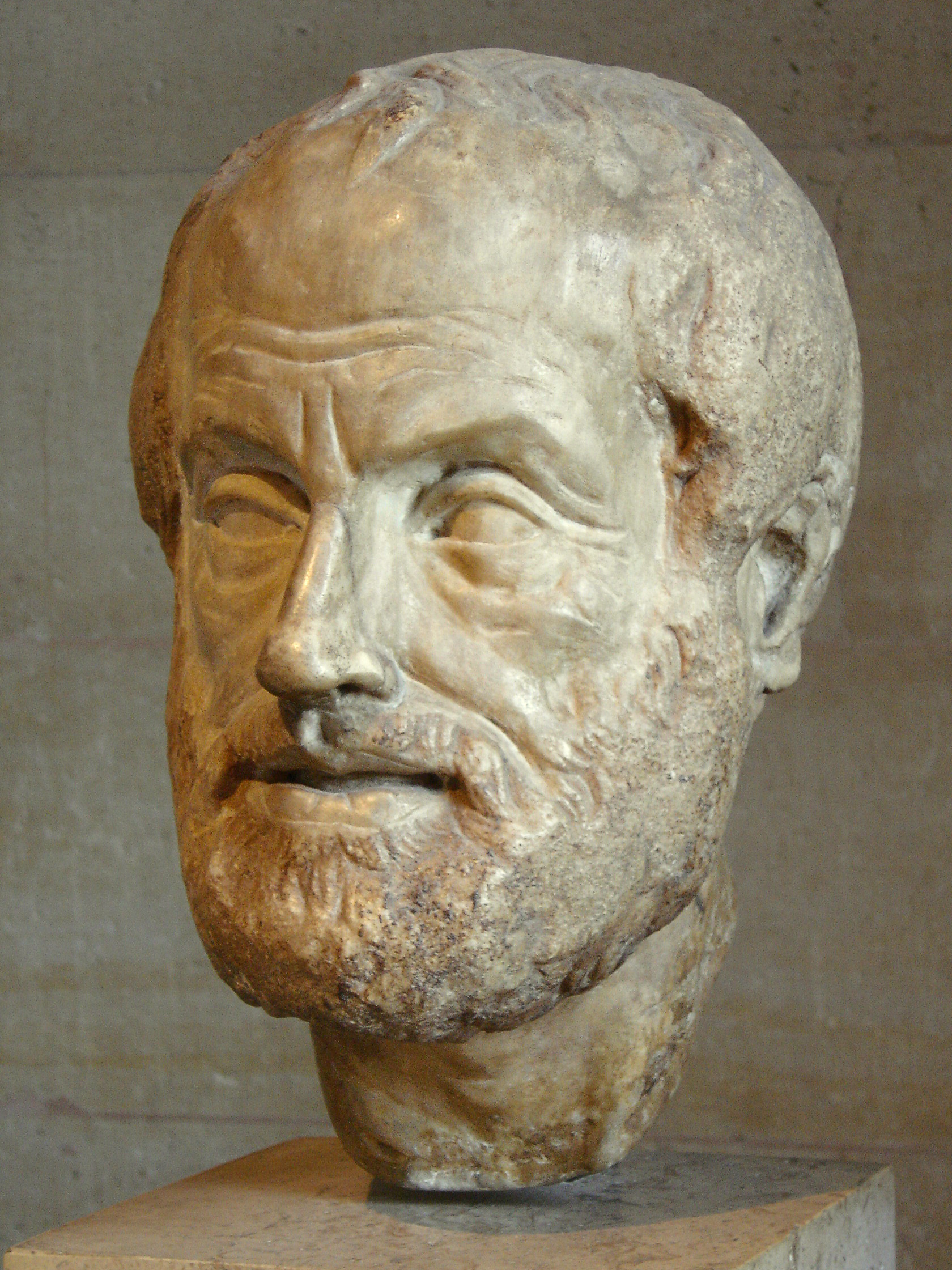
Busto de Aristóteles realizado por Lisipo.

Los filósofos utilitaristas han apoyado las mentiras que logran buenos resultados — las mentiras blancas—. En su libro de 2008, Como tomar buenas decisiones y tener razón todo el tiempo, Iain King sugirió que era posible una regla creíble sobre la mentira, y la definió como: «Engaña sólo si puedes cambiar el comportamiento de una forma que valga más que la confianza que perderías si se descubriera el engaño (tanto si el engaño se descubre como si no)».
La profesora de derecho de Stanford Deborah L. Rhode propuso tres reglas que, según ella, los expertos en ética están de acuerdo en distinguir las "mentiras blancas" de las mentiras dañinas o el engaño:
- Un observador desinteresado llegaría a la conclusión de que los beneficios superan a los perjuicios
- No hay alternativa
- Si todo el mundo en circunstancias similares actuara de manera similar, la sociedad no estaría peor.

Aristóteles creía que no era posible ninguna regla general sobre la mentira, porque cualquiera que defendiera la mentira nunca podría ser creído, decía. Los filósofos San Agustín, Santo Tomás de Aquino e Immanuel Kant, condenaron toda mentira.  Según los tres, no hay circunstancias en las que, éticamente, se pueda mentir. Incluso si la única manera de protegerse a uno mismo es mentir, nunca es éticamente permisible mentir incluso ante el asesinato, la tortura o cualquier otra dificultad. Cada uno de estos filósofos dio varios argumentos a favor de la base ética contra la mentira, todos compatibles entre sí. Entre los argumentos más importantes se encuentran:
- La mentira es una perversión de la facultad natural del habla, cuyo fin natural es comunicar los pensamientos del hablante.
- Cuando se miente, se socava la confianza en la sociedad.

En el libro Mentir, el neurocientífico Sam Harris sostiene que mentir es negativo para el mentiroso y para la persona a la que se miente. Decir mentiras es negar a los demás el acceso a la realidad, y el daño de mentir a menudo no puede anticiparse. Las personas a las que se miente pueden fracasar a la hora de resolver problemas que sólo podrían haber resuelto sobre la base de una buena información. Mentir también perjudica a uno mismo, ya que hace que el mentiroso desconfíe de la persona a la que está mintiendo. Los mentirosos suelen sentirse mal por sus mentiras y perciben una pérdida de sinceridad, autenticidad e integridad.  Harris afirma que la sinceridad permite tener relaciones más profundas y sacar a la superficie todas las disfunciones de la propia vida.
En Humano, demasiado humano, el filósofo Friedrich Nietzsche sugería que quienes se abstienen de mentir pueden hacerlo sólo por la dificultad que entraña mantener la mentira. Esto es coherente con su filosofía general que divide (o clasifica) a las personas según su fuerza y capacidad; así, algunas personas dicen la verdad sólo por debilidad.
La Universidad de Nottingham realizó un estudio, publicado en 2016, en el que se utilizó una prueba de tirada de dados en la que los participantes podían mentir fácilmente para obtener un pago mayor. El estudio descubrió que en los países con alta prevalencia de incumplimiento de las normas, la deshonestidad en las personas de poco más de 20 años era más frecuente.

## Tipos de mentiras
San Agustín distingue ocho tipos de mentiras: las mentiras en la enseñanza religiosa; las mentiras que hacen daño y no ayudan a nadie; las que hacen daño y sí ayudan a alguien; las mentiras que surgen por el mero placer de mentir; las mentiras dichas para complacer a los demás en un discurso; las mentiras que no hacen daño y ayudan a alguien; las mentiras que no hacen daño y pueden salvar la vida de alguien, y las mentiras que no hacen daño y protegen la "pureza" de alguien. Por otra parte, san Agustín aclara que las "mentirijillas" no son en realidad mentiras.
Tomás de Aquino, por su parte, distingue tres tipos de mentiras: la útil, la humorística y la maliciosa. Según Tomás de Aquino, los tres tipos de mentira son pecado. Las mentiras útiles y humorísticas son pecados veniales, mientras que la mentira maliciosa es pecado mortal.
El tipo más grave de mentira es la calumnia, ya que con ella se imputa siempre a algún inocente una falta no cometida en provecho malicioso.

## Paradojas relacionadas con la mentira
Dentro de cualquier situación en la que se dan siempre respuestas duales (por ejemplo, sí/no, blanco/negro), una persona de la que sabemos que está mintiendo consistentemente sería, de forma paradójica, una fuente de verdad. Hay muchas paradojas de esta clase, siendo la más famosa la que se conoce como la paradoja del mentiroso, comúnmente expresada como «esta proposición es mentira» o «esta proposición es falsa». La denominada paradoja de Epiménides —«todos los cretenses mienten», declara Epiménides el cretense— fue una precursora de la paradoja del mentiroso, aunque el hecho de que sea o no una paradoja también está en discusión. Hay una clase de acertijos lógicos relacionados con este asunto que, en inglés, se conocen con el nombre de «knights and knaves» (usualmente "caballeros y escuderos", frecuentemente "caballeros y bellacos", de vez en cuando "caballeros y villanos" o rara vez "caballeros y sirvientes", en español), en los que el objetivo es determinar, de un grupo de personas, quién miente y quién dice la verdad.

## Detección de las mentiras y su abordaje psicológico
La detección de mentiras es un campo de estudio de distintas ramas de la psicología, más concretamente, la psicología forense.
Aunque tradicionalmente, tanto popular como científicamente, la detección de mentiras se basaba en criterios conductuales, los metaanálisis realizados a principios del siglo XXI constatan las limitaciones de ese planteamiento, ya que conlleva muchos errores. Por tanto, se investiga sobre todo dos aspectos: desarrollar estrategias activas a la hora de realizar entrevistas y prestarle más importancia a los indicios contextuales de la mentira.
En general se tarda más en contestar con una mentira que diciendo la verdad.

### Comportamiento no verbal
Las creencias y cultura populares han contribuido a expandir la idea de que las personas son capaces para detectar mentiras en base al comportamiento no verbal del interlocutor. Estas ideas, sustentadas en parte por estereotipos populares sobre el comportamiento de las personas al mentir o en sesgos de veracidad, son sin embargo erróneas incluso en el caso de profesionales para los cuales la detección de mentiras es una tarea importante en su trabajo.
La realidad es que la capacidad del ser humano para realizar estas detecciones es muy limitada, rondando el 50% esperado por azar y llegando solo al 60% en el caso de ciertos profesionales; cifras muy alejadas del 100% que se correspondería con la precisión total.

### El polígrafo
Los "detectores de mentiras" poligráficos miden la tensión fisiológica que sufre un sujeto en una serie de mediciones mientras declara o responde a preguntas. Se supone que los picos en los indicadores de tensión revelan mentiras. La exactitud de este método es muy discutida. En varios casos conocidos, se ha demostrado que la aplicación de la técnica ha dado resultados incorrectos. No obstante, sigue utilizándose en muchos ámbitos, principalmente como método para obtener confesiones o para la selección de personal. La falta de fiabilidad de los resultados del polígrafo es la base de la exclusión de tales evaluaciones como pruebas admisibles en muchos tribunales, y la técnica es generalmente percibida como un ejemplo de pseudociencia.

### Fármacos de la verdad
Un ejemplo es el tiopentato de sodio (pentotal sódico). Teniendo en cuenta que como agente hipnótico, con una dosis controlada, su actuación en el cerebro humano produce depresión de las funciones corticales superiores, se pensó que podría resultar de utilidad en interrogatorios. Se considera que la mentira es una elaboración compleja, consciente, mucho más complicada que la verdad, así que, si se deteriora la actividad superior cortical, al sujeto le resultará mucho más complicado mantener su voluntad y la “verdad” fluiría en su conversación con mayor facilidad. Esto es, al menos, la teoría, puesta en práctica durante decenios por los servicios de espionaje de muchos países. Hasta cierto punto, la idea es correcta, pero no garantiza, ni mucho menos, que el sujeto vaya a contar lo que se espera, puesto que hay muchos factores que pueden modificar el experimento, desde un entrenamiento especial hasta condiciones ambientales o, simplemente, una asunción de la mentira como verdad por parte del sujeto.[cita requerida]

## Cultura popular
- En Pinocho, de Carlo Collodi, el personaje principal, cuyo nombre da título a la obra, es un muñeco de madera cuya nariz crece cada vez que dice una mentira.
- En la película Liar Liar, dirigida por Tom Shadyac y protagonizada por Jim Carrey, el abogado Fletcher Reede (Carrey) no puede mentir durante 24 horas, debido a un deseo de cumpleaños de su hijo que, mágicamente, se hace realidad.
- En la serie de televisión Lie to Me, el Dr. Cal Lightman y su equipo trabajan descubriendo las mentiras y engaños en la gente a través de las expresiones faciales, tono de voz y Actitud.
- Mark Bellison en The Invention of Lying es la primera persona en desarrollar la capacidad de mentir en un mundo ideal donde todos siempre dicen la verdad.
- La fábula de Pedro y el lobo (o El pastor mentiroso) de Esopo tiene como moraleja las consecuencias que pueden traer el mentir por costumbre.